# 陳貽範

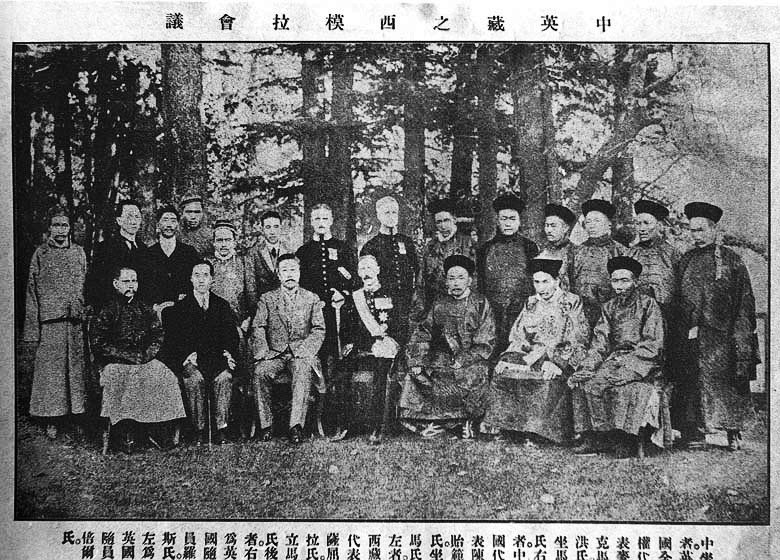
西姆拉会议合影。前排左三为陈贻范

陈贻范（1870年—1919年），字安生，江苏省苏州府吴县（今属苏州市）人。清朝及中华民国外交官。

## 生平
陈贻范早年在上海广方言馆学习英文。光緒十六年（1890年）入京师同文馆，兼總理衙門英文翻譯。光绪二十二年（1896年），陈贻范赴英国林肯法学院留学，畢業後獲得律師職稱。1906年起，在中国驻英国使馆任四等通译，其后逐步升为二等参赞，光绪三十三年（1907年）曾一度代辦使事。宣统三年（1911年）陈贻范归国，入外务部，授云南迤西道（暨腾越关道）道員，但未及就任便发生了辛亥革命，乃闲居上海。
中华民国成立后，1912年，陈贻范任袁世凯大总统府高等顾问。1912年4月，陈贻范任駐滬通商交涉使。民國2年（1913年）5月，转任外交部特派江蘇交涉員（駐上海）。
在英国驻华公使朱尔典的要求下，同年4月15日，北京政府任命陈贻范为西藏宣撫使，派陈贻范为谈判代表，准备参加同英国及西藏噶厦的三方谈判。但由于英国驻华公使馆临时代办艾斯顿（Alston.B.）于1913年7月2日向北京政府外交部送交《备忘录》，反对北京政府任命陈贻范为“西藏宣抚使”的命令，故1913年8月2日，中华民国临时大总统袁世凯改任陈贻范为“西藏议约全权专员”。不久，北京政府任命胡汉民为谈判代表，同陈贻范享有同等权力。但因英国方面当即提出抗议，北京政府遂撤销对胡汉民的任命，改派王海平。同年，陈贻范和王海平等赴英属印度参加了于10月13日召开的西姆拉会议。
民国7年（1918年）2月，陈贻范任江蘇交涉使。
1919年，陈贻范逝世。